# جزيرة النور
قرية جزيرة النور هي إحدى القرى التابعة لمركز الواسطى في محافظة بني سويف في جمهورية مصر العربية. حسب إحصاءات سنة 2006، بلغ إجمالي السكان في جزيرة النور 4065 نسمة، منهم 2174 رجل و1891 امرأة.